# Omar Caetano
Omar Caetano (8. listopadu 1938, Montevideo – 2. července 2008 Montevideo) byl uruguayský fotbalový obránce.

## Klubová kariéra
V letech 1961 až 1975 hrál za uruguayský tým CA Peñarol. Kariéru končil v týmu New York Cosmos. S Peňarolem vyhrál v letech 1961–1975 devětkrát uruguayskou ligu. V jihoamerickém Poháru osvoboditelů nastoupil v 76 utkáních a dal 2 góly.

## Reprezentační kariéra
Za reprezentaci Uruguaye nastoupil v letech 1965–1969 ve 30 utkáních. Byl členem uruguayské reprezentace na Mistrovství světa ve fotbale 1966, kde nastoupil ve 4 utkáních, a na Mistrovství světa ve fotbale 1970, kde nastoupil v 1 utkání.